# بتسی لین، کانتاکی
بتسی لین (به انگلیسی: Betsy Layne) یک منطقهٔ مسکونی در ایالات متحده آمریکا است که در شهرستان فلوید، کنتاکی واقع شده‌است. بتسی لین ۴٫۷۶ کیلومتر مربع مساحت و ۶۸۸ نفر جمعیت دارد و ۱۹۸٫۱۲ متر بالاتر از سطح دریا واقع شده‌است.